# Стяжение
Стяже́ние (контракция) — слияние двух смежных гласных в один гласный или в дифтонг. Стяжение, как и другие фонетические изменения (диссимиляция, лениция и т. д.), бывает чисто фонетическим (беглое произношение, языковой закон), но может носить морфонологический характер, то есть становится частью морфологии языка. В русском языке формы глаголов приду и приму возникли путём стяжения гласных: при-иду > приду, при-иму > приму; в костромских говорах возникли стяжённые формы глаголов вследствие выпадения j в интервокальном положении с последующим стяжением гласных: понимаешь > понимашь, понимает > понимат. Распространено в севернорусском наречии, различающем говоры с полным (в долгий гласный) и неполным (в дифтонг) стяжением гласных в окончаниях прилагательных и глагольных формах. Неполное стяжение гласных в окончаниях прилагательных и глагольных формах — характерная черта старого петербургского произношения.
Морфонологическое стяжение следует отличать от элизии, так как стяжённые формы морфологически описаны, тогда как сокращенные в результате элизии нет.

### Стяжение в английском
В английском языке стяжения приняли массовый характер: например cannot > can’t, I will > I’ll, am not > ain’t и т. д.